# Comitato australiano per i toponimi e le medaglie antartici
Il Comitato australiano per i toponimi e le medaglie antartici (in inglese Australian Antarctic Names and Medals Committee, AANMC) era un comitato consultivo governativo dell'Australia avente il compito di consigliare e raccomandare il governo australiano circa i toponimi delle formazioni presenti nel Territorio Antartico Australiano e nel territorio subantartico delle isole Heard e McDonald. Il comitato, inoltre, forniva al Governatore generale dell'Australia i nomi dei candidati alla Medaglia Antartica Australiana.
Il comitato era stato fondato nel 1952 con il nome di "Comitato australiano per i toponimi antartici" e il suo nome era stato cambiato nel 1982 in modo tale da rispecchiarne tutte le funzioni. Nel 2015, infine, esso è stato sostituito dal Comitato per i toponimi della Divisione Antartica Australiana.
I membri del comitato erano eletti dal ministro o dal segretario parlamentare incaricato degli affari antartici.